# Bannihalli, Byadgi
Bannihalli là một làng thuộc tehsil Byadgi, huyện Haveri, bang Karnataka, Ấn Độ.